# Digitální zrcadlovka

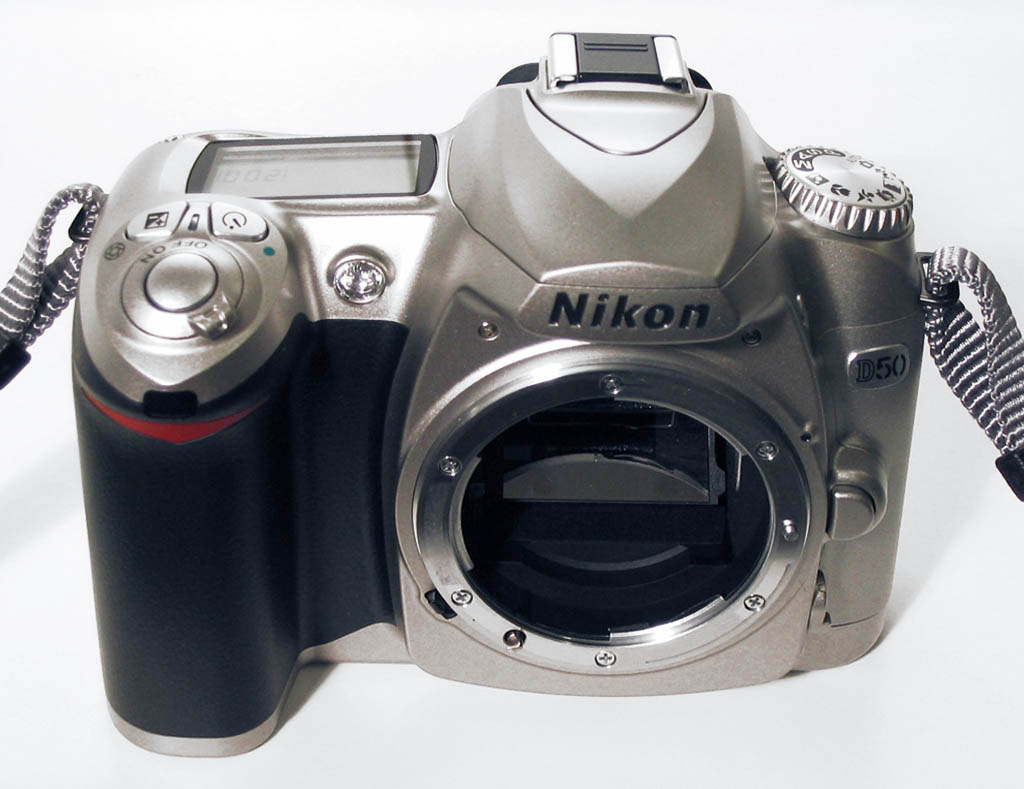
Tělo fotoaparátu Nikon D50

Digitální zrcadlovka (zkráceně DSLR nebo digitální SLR, z angl. Digital Single-Lens Reflex camera) je obdobou klasické zrcadlovky, ale používá místo filmu digitální snímač. Při klasické konstrukci zrcadlovky prochází světlo objektivem a odráží se přes zrcadlo do pentaprizmatického hranolu a dál do hledáčku. Některé levnější varianty pak místo hranolu používají soustavu zrcadel. Při expozici dojde ke sklopení zrcadla a světlo tak prochází z objektivu na snímač.

## Snímač

Příčný řez systémem SLR

Obvykle se jedná o snímače CCD nebo CMOS. Velikost snímačů je nejčastěji APS-C (22×15 mm jindy 23.4 x 15.6 mm či např. 25.1 × 16.7 mm) anebo tzv. full-frame (36×24 mm), Olympus a Kodak vyvinuly vlastní 4/3 standard (18×13,5 mm), setkat se můžeme také s tzv. středním formátem.
Pokud je snímač zrcadlovky menší než kinofilmové políčko, uvádí se u ní tzv. crop-faktor. Ten udává, kolikrát je menší digitální snímač než kinofilmové políčko. Digitální zrcadlovky se senzorem velikosti kinofilmového políčka (36×24 mm) se označují jako full-frame. Crop-factorem je třeba násobit ohniska objektivů a hloubku ostrosti, protože velikost snímače mění i vlastnosti celé optické soustavy. Zejména to, že menší snímač znamená větší hloubku ostrosti a výřezy odpovídají použití delšího ohniska, ale také obvykle podstatně vyšší šum.
O použitelnosti digitálních fotoaparátů proti kinofilmu se občas vedou dalekosáhlé a někdy dokonce zuřivé spory, pravda je nejspíše někde mezi odmítáním a prostým přijetím - každé z těchto médií má svá specifika. Nyní jsou již DSLR s rozlišením nad cca 8 megapixelů rozlišením považovány za srovnatelné či lepší než klasický barevný kinofilm. Digitální snímky postupně prakticky ovládly i sféru profesionálního tisku, kdy odpadají problémy se zpracováním a skenováním. Zejména černobílý film si však stále zachovává své příznivce.
Snímač funguje podobně jako lidské oko, kdy zahrnuje velké množství světločivných senzorů, které zachycené světlo převádějí na elektrický impulz, který se posléze "zapíše" na úložiště fotoaparátu.

## Objektivy
DSLR mohou používat stejné objektivy jako klasické zrcadlovky, ale pokud nemají full-frame snímače, nevyužívají objektivy naplno. Světlo z okrajových částí objektivu totiž dopadá mimo snímač, což někdy paradoxně vede k odstranění problémů s vinětací nebo aberací levnějších objektivů. Přesto se již výrobci snaží vyrábět objektivy optimalizované přímo pro DSLR, protože DSLR jsou zpravidla citlivější na vnitřní odrazy objektivu a optické vady.

## Specifika DSLR

Řez digitální zrcadlovkou

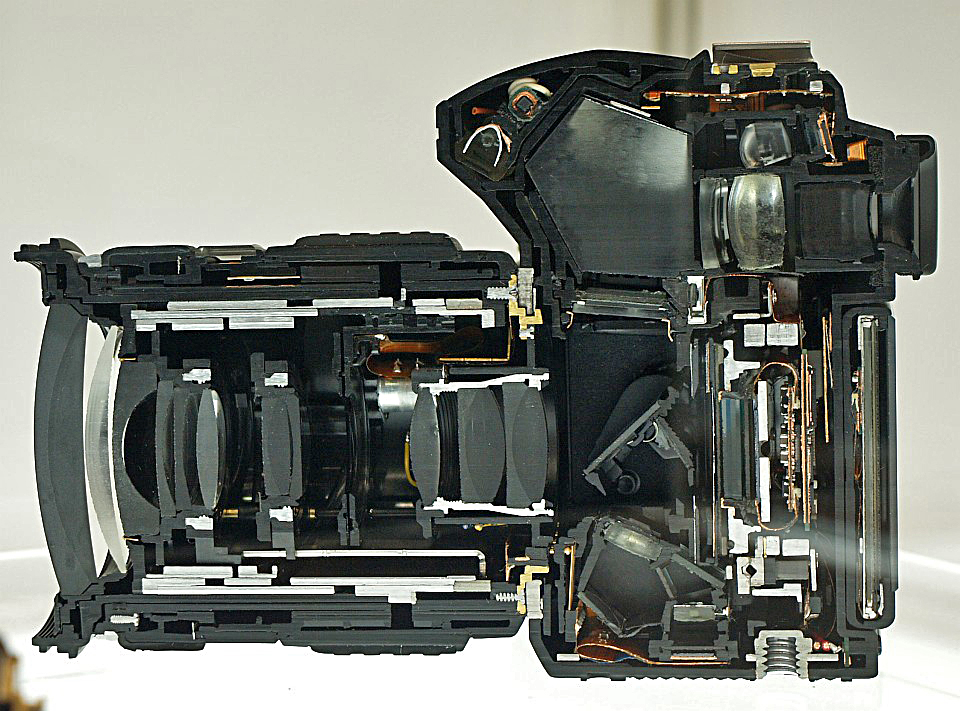
Řez digitální zrcadlovkou Olympus E-30

Již z konstrukce zrcadlovky jsou jasná jistá omezení oproti digitálním kompaktům: téměř všechny zrcadlovky nebyly schopné nahrávat video a delší dobu neposkytovaly ani možnost živého náhledu scény na displeji. Novější digitální zrcadlovky již však videosekvence pořizovat umějí.
Od roku 2007 jsou prodávány zrcadlovky s živým náhledem, lišící se způsobem ostření – to je standardně u zrcadlovek prováděno při zaklopeném zrcadle a při propuštění světla na zadní senzor není možné. Modely firem Olympus a Sony nepoužívají k živému náhledu hlavní senzor ale další malý senzor v hledáčku, což řeší problémy s ostřením. Canon EOS 450D umožňuje ostřit i způsobem odvozeným od kompaktů, využívajícím měření kontrastu.
Zejména levnější DSLR mají proti klasickým zrcadlovkám nevýhodu omezení maximální doby expozice, protože dlouhé expozice jsou technicky náročné – dochází při nich k přehřívání snímače a tím i nárůstu šumu.

## Video
Roku 2008 byla představena první digitální zrcadlovka, která obsahovala funkce videa, jednalo se o Nikon D90. Opravdovou revolucí byl ovšem o několik měsíců později fotoaparát Canon EOS 5D Mark II, který nabízel full HD video v kombinaci se snímacím čipem velikosti filmového políčka, který je k nalezení jen v profesionálních kamerách, o řád až dva dražších. Později přišly s videem i další modely zrcadlovek, včetně těch nejlevnějších. Zrcadlovky se za tu dobu staly častou výbavou kameramanů a za použití speciálních doplňků je využívají i profesionální produkce k tvorbě reklam, hudebních klipů nebo i dokumentární tvorbě.

## Příslušenství
DSLR mohou obdobně jako klasické zrcadlovky využívat celou paletu příslušenství. Pro makrofotografii se používají předsádky, mezikroužky a speciální makroměchy. Ke znásobení ohnisek objektivů se používají telekonvertory. Pro různé účely se využívá celá řada filtrů.

## Výrobci
Mezi tradiční výrobce s nejširší nabídkou na trhu patří Canon a Nikon. V ČR jsou poměrně méně zastoupeny Pentax a Fuji, naopak se na poli DSLR prosazuje Olympus, který přinesl i několik inovativních konstrukcí. Firma Konica Minolta oficiálně ukončila svoje působení na trhu fotoaparátů v lednu 2006, na její řadu zrcadlovek navázala Sony. Mezi novější výrobce přibyli Samsung (bajonety Pentax), Sigma (bajonet Sigma) a Panasonic (4/3 standard).